# Rameez Junaid
Rameez Junaid (Faisalabad, 25 maggio 1981) è un ex tennista australiano di origini pakistane.
Ha giocato in prevalenza nei tornei minori e in doppio, specialità nella quale ha raggiunto il 62º posto del ranking ATP il 20 aprile 2015. Ha vinto in carriera un titolo ATP sulle due finali disputate in doppio, vanta inoltre 26 titoli Challenger e 11 Futures in doppio e 3 soli titoli ITF in singolare.

## Biografia
Debutta tra i professionisti nel 2000 e comincia a giocare in pianta stabile a partire dal 2003; nel giugno di quell'anno alza il suo primo trofeo da professionista vincendo un Futures in Canada, uno dei tre che avrebbe vinto in tutta la carriera in singolare. Nel 2005 conquista i suoi primi tre tornei Futures in doppio. Nel 2006 vince un solo torneo Futures ma fa il suo esordio nel circuito maggiore agli Australian Open in coppia con Luke Bourgeois e non va oltre il primo turno, sconfitto da Lukáš Dlouhý e Pavel Vízner. Nel 2007 conquista cinque Futures e il suo primo Challenger in doppio, nonché il suo secondo Futures in singolare. Nel 2008 conquista un Futures e tre Challenger. Nel 2009 conquista due Challenger e il suo terzo e ultimo Futures in singolare. In giugno supera le qualificazioni come Lucky Loser e vince il suo primo incontro in un tabellone principale di uno Slam al Torneo di Wimbledon, dove in coppia con Philipp Marx batte al primo turno Guillermo García López e Iván Navarro prima di arrendersi a Prakash Amritraj e Aisam-ul-Haq Qureshi al secondo. Sempre in coppia con Marx, il mese successivo partecipa al torneo di Gstaad e perde al primo turno da Marco Chiudinelli / Michael Lammer.
Nel 2010 conquista quattro Challenger. Vince anche il primo incontro agli Australian Open in coppia con Peter Luczak battendo al primo turno Jaroslav Levinský e Travis Parrott; si arrendono al secondo turno a Philipp Marx e Igor Zelenay in due set. Nel 2011 conquista un torneo Challenger e uno Futures. Agli Australian Open perde al primo turno in coppia con Tobias Kamke da Florian Mayer e Michael Berrer. Sempre in coppia con Kamke esce al primo turno anche al Brisbane International sconfitto da Benjamin Becker e Michael Kohlmann. Nel 2012 conquista tre titoli Challenger. Non supera le qualificazioni nei tornei più importanti, tra cui Wimbledon, non va oltre il primo turno nei tornei di Mosca e Belgrado.
Nel 2013 conquista cinque titoli Challenger. Dopo le eliminazioni al primo turno a Montpellier, Casablanca, Wimbledon e Båstad, raggiunge i quarti a Umago in coppia con Thiemo de Bakker e la semifinale a Mosca in coppia con Marx. Nel 2014 conquista un titolo Challenger. Non supera le qualificazioni a Wimbledon. Esce di scena al primo turno agli Australian Open, al Open 13 di Marsiglia, al Open di Francia, al Open de Nice Côte d'Azur di Nizza, allo Swedish Open di Båstad e alla Bet-at-home Cup di Kitzbühel. Raggiunge i quarti di finale agli U.S. National Indoor Tennis Championships di Memphis in coppia con Marx, agli U.S. Men's Clay Court Championships di Houston in coppia con Benjamin Becker e al BMW Open di Monaco di Baviera in coppia con Jarkko Nieminen. Raggiunge inoltre la semifinale all'Open Sud de France con Qureshi. Il 27 luglio 2014 raggiunge la sua prima finale ATP World Tour 250 series al Swiss Open Gstaad in coppia con Michal Mertiňák finale persa per 3–6, 4–6 da Andre Begemann e Robin Haase. L'11 aprile 2015 vince il suo unico titolo ATP in carriera al Grand Prix Hassan II di Casablanca, in coppia con Adil Shamasdin supera Rohan Bopanna / Florin Mergea con il punteggio di 3–6, 6–2, [10–7].

## Statistiche

### Doppio

#### Vittorie (1)
| Legenda                        |
| Grande Slam (0)                |
| ATP World Tour Finals (0)      |
| ATP World Tour Master 1000 (0) |
| ATP World Tour 500 Series (0)  |
| ATP World Tour 250 Series (1)  |

| Numero | Data           | Torneo                           | Superficie  | Compagno       | Avversari in finale         | Punteggio        |
| 1.     | 11 aprile 2015 | Grand Prix Hassan II, Casablanca | Terra rossa | Adil Shamasdin | Rohan Bopanna Florin Mergea | 3–6, 6–2, [10–7] |

#### Finali perse (1)
| Legenda                        |
| Grande Slam (0)                |
| ATP World Tour Finals (0)      |
| ATP World Tour Master 1000 (0) |
| ATP World Tour 500 Series (0)  |
| ATP World Tour 250 Series (1)  |

| Numero | Data           | Torneo                    | Superficie  | Compagno        | Avversari in finale        | Punteggio |
| 1.     | 27 luglio 2014 | Swiss Open Gstaad, Gstaad | Terra rossa | Michal Mertiňák | Andre Begemann Robin Haase | 3–6, 4–6  |

### Tornei Minori

#### Singolare

##### Vittorie (3)
| Legenda tornei minori |
| Challengers (0)       |
| Futures (3)           |

| Numero | Data           | Torneo                 | Superficie  | Avversario in finale | Punteggio     |
| 1.     | 16 giugno 2003 | Canada F1, Mississauga | Cemento     | Frank Dancevic       | 6-2, 3-6, 6-3 |
| 2.     | 20 maggio 2007 | Poland F1              | Terra rossa | Jan Minář            | 2-6, 7-5, 6-2 |
| 3.     | 15 marzo 2009  | New Zealand F1         | Cemento     | Adam Feeney          | 6-3, 6-3      |

#### Doppio

##### Vittorie (37)
| Legenda tornei minori |
| Challengers (26)      |
| Futures (11)          |

| Nº  | Data              | Torneo                                  | Superficie      | Compagno             | Avversari in finale                      | Punteggio           |
| 1.  | 4 aprile 2005     | Australia F4 Futures, Frankston         | Terra rossa     | Jay Salter           | Sadik Kadir Robert Smeets                | 6-4, 7-6(4)         |
| 2.  | 3 luglio 2005     | Germany F6 Futures                      | Terra rossa     | Markus Schiller      | Dustin Brown Sebastian Rieschick         | 6-0, 6-4            |
| 3.  | 25 settembre 2005 | France F14 Futures                      | Cemento (i)     | Philipp Marx         | Eric Butorac Chris Drake                 | 7-5, 6-4            |
| 4.  | 2 aprile 2006     | Great Britain F5 Futures, Bath          | Cemento (i)     | Tobias Clemens       | James Auckland Richard Bloomfield        | 6(5)-7, 6-2, 6-3    |
| 5.  | 25 marzo 2007     | Australia F4 Futures, Frankston         | Terra rossa     | Vasilīs Mazarakīs    | Carsten Ball Dane Fernandez              | 6-3, 6-4            |
| 6.  | 8 aprile 2007     | United Arab Emirates F1 Futures, Dubai  | Cemento         | Aisam-ul-Haq Qureshi | Pierre-Ludovic Duclos Adam Feeney        | 6-4, 6-3            |
| 7.  | 15 aprile 2007    | United Arab Emirates F2 Futures, Dubai  | Cemento         | Aisam-ul-Haq Qureshi | Pierre-Ludovic Duclos Antal Van Der Duim | 6-1, 6-3            |
| 8.  | 30 settembre 2007 | Great Britain F18 Futures               | Cemento         | Daniel King-Turner   | David Brewer Ian Flanagan                | Walkover            |
| 9.  | 4 novembre 2007   | Australia F9 Futures                    | Cemento         | Joseph Sirianni      | Kaden Hensel Adam Hubble                 | 4-6, 6-4, [11-9]    |
| 10. | 2 dicembre 2007   | Brisbane Challenger, Brisbane           | Cemento (i)     | Daniel King-Turner   | Carsten Ball Adam Feeney                 | 3-6, 7-6(3), [10-8] |
| 11. | 17 febbraio 2008  | Australia F2 Futures                    | Erba            | Raphael Durek        | Matthew Ebden Dane Fernandez             | Walkover            |
| 12. | 6 luglio 2008     | Challenger Lugano, Lugano               | Terra rossa     | Philipp Marx         | Mariano Hood Eduardo Schwank             | 7-6(7), 4-6, [10-7] |
| 13. | 13 luglio 2008    | The Hague Open, Scheveningen            | Terra rossa     | Philipp Marx         | Matwé Middelkoop Melle Van Gemerden      | 5-7, 6-2, [10-6]    |
| 14. | 7 settembre 2008  | TEAN International, Alphen aan den Rijn | Terra rossa     | Philipp Marx         | Bart Beks Matwé Middelkoop               | 6-3, 6-2            |
| 15. | 12 aprile 2009    | Athens Open Challenger, Atene           | Terra rossa     | Philipp Marx         | Jesse Huta Galung Rui Machado            | 6-4, 6-3            |
| 16. | 31 maggio 2009    | Baden Open, Karlsruhe                   | Terra rossa     | Philipp Marx         | Tomasz Bednarek Aisam-ul-Haq Qureshi     | 7-5, 6-4            |
| 17. | 16 maggio 2010    | Busan Open Challenger, Pusan            | Cemento         | Alexander Peya       | Pierre-Ludovic Duclos Yang Tsung-hua     | 6-4, 7-5            |
| 18. | 6 giugno 2010     | Franken Challenge, Fürth                | Terra rossa     | Dustin Brown         | Martin Emmrich Joseph Sirianni           | 6-3, 6-1            |
| 19. | 26 settembre 2010 | Izmir Cup, Smirne                       | Terra rossa     | Frank Moser          | Jamie Delgado Jonathan Marray            | 6-2, 6-4            |
| 20. | 24 ottobre 2010   | Seoul Cup, Seul                         | Cemento         | Frank Moser          | Vasek Pospisil Adil Shamasdin            | 6-3, 6-4            |
| 21. | 22 maggio 2011    | Sweden F3 Futures                       | Terra rossa     | Oscar Sabate-Bretos  | Patrik Brydolf Milos Sekulic             | 3-6, 7-6(6), [10-4] |
| 22. | 5 giugno 2011     | Franken Challenge, Fürth                | Terra rossa     | Frank Moser          | Jorge Aguilar Júlio César Campozano      | 6-2, 6(2)-7, [10-6] |
| 23. | 8 aprile 2012     | Saint-Brieuc Challenger, Saint-Brieuc   | Terra rossa (i) | Laurynas Grigelis    | Stéphane Robert Laurent Rochette         | 1-6, 6-2, [10-6]    |
| 24. | 22 luglio 2012    | Poznań Open, Poznań                     | Terra rossa     | Simon Stadler        | Adam Hubble Nima Roshan                  | 6-3, 6-4            |
| 25. | 10 settembre 2012 | TEAN International, Alphen aan den Rijn | Terra rossa     | Simon Stadler        | Simon Greul Bastian Knittel              | 4-6, 6-1, [10-5]    |
| 26. | 10 giugno 2013    | Franken Challenge, Fürth                | Terra rossa     | Colin Ebelthite      | Christian Harrison Michael Venus         | 6-4, 7-5            |
| 27. | 4 agosto 2013     | Liberec Open, Liberec                   | Terra rossa     | Tim Pütz             | Colin Ebelthite Lee Hsin-han             | 6-0, 6-2            |
| 28. | 18 agosto 2013    | Meerbusch Challenger, Meerbusch         | Terra rossa     | Frank Moser          | Dustin Brown Philipp Marx                | 6-3, 7-6(4)         |
| 29. | 1º settembre 2013 | Città di Como Challenger, Como          | Terra rossa     | Igor Zelenay         | Marco Crugnola Stefano Ianni             | 7-5, 7-6(2)         |
| 30. | 29 settembre 2013 | Sibiu Open, Sibiu                       | Terra rossa     | Philipp Oswald       | Jamie Delgado Jordan Kerr                | 7-5, 7-6(2)         |
| 31. | 15 giugno 2014    | Nottingham Challenge, Nottingham        | Erba            | Michael Venus        | Ruben Bemelmans Gō Soeda                 | 4-6, 7-6(1), [10-6] |
| 32. | 22 agosto 2015    | Meerbusch Challenger, Meerbusch         | Terra rossa     | Dustin Brown         | Wesley Koolhof Matwé Middelkoop          | 6-4, 7-5            |
| 33. | 2 aprile 2016     | Saint-Brieuc Challenger, Saint-Brieuc   | Cemento (i)     | Andreas Siljeström   | James Cerretani Antal van der Duim       | 5-7, 7-6(4), [10-8] |
| 34. | 17 marzo 2018     | Pingshan Open, Shenzhen                 | Cemento         | Hsieh Cheng-peng     | Denys Molčanov Igor Zelenay              | 7-6(3), 6-3         |
| 35. | 19 maggio 2018    | Heilbronner Neckarcup, Heilbronn        | Terra rossa     | David Pel            | Kevin Krawietz Andreas Mies              | 6-2, 2-6, [10-7]    |
| 36. | 15 settembre 2018 | Istanbul Challenger, Istanbul           | Cemento         | Purav Raja           | Timur Khabibulin Vladyslav Manafov       | 7-6(4), 4-6, [10-7] |
| 37. | 6 ottobre 2018    | Firenze Tennis Cup, Firenze             | Terra rossa     | David Pel            | Filippo Baldi Salvatore Caruso           | 7-5, 3-6, [10-7]    |

## Risultati in progressione in doppio nei tornei del Grand Slam
Statistiche aggiornate all'8 settembre 2014
| Sigla | Risultato                        |
| ----- | -------------------------------- |
| V     | Vincitore                        |
| F     | Finalista                        |
| SF    | Semifinalista                    |
| QF    | Quarti di Finale                 |
| 4T    | Quarto turno                     |
| 3T    | Terzo turno                      |
| 2T    | Secondo turno                    |
| 1T    | Primo turno                      |
| LQ    | Turno di Qualifica (Grande Slam) |
| A     | Assente                          |

| Legenda superfici |
| Cemento           |
| Terra rossa       |
| Erba              |

| Torneo                     | 2006 | 2009 | 2010 | 2011 | 2012 | 2013 | 2014 | Carriera V-P |
| -------------------------- | ---- | ---- | ---- | ---- | ---- | ---- | ---- | ------------ |
| Australian Open, Melbourne | 1T   | A    | 2T   | 1T   | A    | A    | 1T   | 1–4          |
| Roland Garros, Parigi      | A    | A    | A    | A    | A    | A    | 1T   | 0–1          |
| Wimbledon, Londra          | A    | 2T   | A    | A    | Q1   | 1T   | Q1   | 1–2          |
| US Open, New York          | A    | A    | A    | A    | A    | A    | A    | 0–0          |
| Vittorie-Sconfitte         | 0–1  | 1–1  | 1–1  | 0-1  | 0–0  | 0–1  | 0-2  | 2-7          |
| Finali ATP World Tour      | 0    | 0    | 0    | 0    | 0    | 0    | 1    | 1            |
| Tornei vinti               | 0    | 0    | 0    | 0    | 0    | 0    | 0    | 0            |
| Ranking di fine anno       | 409  | 140  | 95   | 289  | 100  | 90   | 72   | N/A          |